# Louis Emile Bigman
Louis Emile Bigman (Bigmann) (* 1900 in Baraka, Libreville; † 1980 in Libreville) war ein Politiker aus Gabun, der zwischen 1961 und 1964 Präsident der Nationalversammlung (Assemblée Nationale) war.

## Leben
Louis Emile Bigman, der zur ethnischen Gruppe der M’pongwè gehörte, besuchte die Montfort-Schule in Libreville. Er betrieb zusammen mit seinem Cousin Laurent-Cyr Antchouey in Gorée im Senegal die Zeitung „L’Echo du Gabon“, eine Pionierzeitung im gabunischen Pressejournalismus. Sie veröffentlichten dort Artikel, die das Kolonialsystem kritisierten. Nach dem Zweiten Weltkrieg begann er sein politisches Engagement in der Sammlungsbewegung des französischen Volkes RPF (Rassemblement du peuple français), eine politische Bewegung, die am 14. April 1947 von General Gaulle gegründet wurde.
Nach der Unabhängigkeit Gabuns am 17. August 1960 von Frankreich wurde Bigman, der nunmehr dem Gabunischen Demokratischen Block BDG (Bloc Démocratique Gabonais) angehörte, am 12. Februar 1961 als Nachfolger von Paul Gondjout Präsident der Nationalversammlung (Assemblée Nationale) und hatte dieses Amt bis zum 12. April 1964 inne, einen Tag nach den Parlamentswahlen, die nach dem gescheiterten Staatsstreich vom Februar 1964 abgehalten wurden. Neuer Präsident der Nationalversammlung wurde daraufhin Georges Aleka Damas.

## Veröffentlichungen
- Le capitaine Charles N’Tchoréré. Un officier gabonais dans la tourmente de la deuxième guerre mondiale, posthum 1983
- Charles N’Tchoréré face aux nazis, posthum 2010